# Vòng loại Giải vô địch bóng đá nữ thế giới 2023 – Khu vực châu Âu (Vòng play-off)
Vòng loại play-off của UEFA World Cup 2023 có sự tham gia của đội nhì bảng từ tất cả 9 bảng ở vòng bảng.
Trận play-off bao gồm hai lượt trận một lượt đi. Hai đội thắng trận play-off xuất sắc nhất đủ điều kiện tham dự Giải vô địch bóng đá nữ thế giới 2023 và đội chiến thắng thứ ba tiến vào vòng play-off liên lục địa.

## Xếp hạng các đội xếp thứ hai
Để xác định ba đội nhì bảng có thành tích tốt nhất từ vòng bảng đủ điều kiện tiến vào vòng play-off thứ hai, chỉ lấy kết quả của các đội nhì bảng với các đội đứng thứ nhất, thứ ba, thứ tư và thứ năm trong bảng của họ. có tính đến, trong khi kết quả đối đầu với các đội đứng thứ sáu (đối với các bảng sáu đội) đều không được tính. Do đó, tám trận đấu của mỗi đội nhì bảng được tính để xác định thứ hạng.
| VT | Bg | Đội                  | ST | T | H | B | BT | BB | HS  | Đ  | Giành quyền tham dự |
| -- | -- | -------------------- | -- | - | - | - | -- | -- | --- | -- | ------------------- |
| 1  | G  | Thụy Sĩ              | 8  | 6 | 1 | 1 | 23 | 4  | +19 | 19 | Vòng 2 (play-off)   |
| 2  | C  | Iceland              | 8  | 6 | 0 | 2 | 25 | 3  | +22 | 18 | Vòng 2 (play-off)   |
| 3  | A  | Cộng hòa Ireland     | 8  | 5 | 2 | 1 | 26 | 4  | +22 | 17 | Vòng 2 (play-off)   |
| 4  | D  | Áo                   | 8  | 5 | 1 | 2 | 34 | 6  | +28 | 16 | Vòng 1 (play-off)   |
| 5  | F  | Bỉ                   | 8  | 5 | 1 | 2 | 30 | 7  | +23 | 16 | Vòng 1 (play-off)   |
| 6  | B  | Scotland             | 8  | 5 | 1 | 2 | 22 | 13 | +9  | 16 | Vòng 1 (play-off)   |
| 7  | H  | Bồ Đào Nha           | 8  | 5 | 1 | 2 | 18 | 9  | +9  | 16 | Vòng 1 (play-off)   |
| 8  | I  | Wales                | 8  | 4 | 2 | 2 | 13 | 5  | +8  | 14 | Vòng 1 (play-off)   |
| 9  | E  | Bosna và Hercegovina | 8  | 3 | 2 | 3 | 9  | 17 | −8  | 11 | Vòng 1 (play-off)   |

## Hạt giống
Lễ bốc thăm sẽ diễn ra vào ngày 9 tháng 9 năm 2022 lúc 13:30 CEST (18:30 Giờ Việt Nam). 9 đội được bốc thăm chia thành 6 trận mà không có bất kỳ hạt giống nào, với đội đầu tiên được rút ra trong mỗi trận hòa sẽ là đội chủ nhà của trận lượt đi.
- Vòng 1: Sáu đội về nhì kém nhất sẽ vào vòng đầu tiên và sẽ được bốc thăm chia thành ba lượt.
- Vòng 2: Ba đội về nhì có thành tích tốt nhất sẽ vào vòng hai và cùng với ba đội thắng của vòng đầu tiên sẽ được bốc thăm chia thành ba vòng đấu.

Thời gian là CEST (UTC+2), như được liệt kê bởi UEFA (giờ địa phương, nếu khác, nằm trong ngoặc đơn).

## Phân nhánh
|  | Vòng 1                     | Vòng 1 |                                       |   | Vòng 2 | Vòng 2 |  |  |  |  |  |  |  |  |
|  |                            |        |                                       |   |        |        |  |  |  |  |  |  |  |  |
|  | 6 tháng 10, 2022 – Vizela  |        |                                       |   |        |        |  |  |  |  |  |  |  |  |
|  |                            |        |                                       |   |        |        |  |  |  |  |  |  |  |  |
|  | Bồ Đào Nha                 | 2      |                                       |   |        |        |  |  |  |  |  |  |  |  |
|  | Bồ Đào Nha                 | 2      | 11 tháng 10, 2022 – Paços de Ferreira |   |        |        |  |  |  |  |  |  |  |  |
|  | Bỉ                         | 1      |                                       |   |        |        |  |  |  |  |  |  |  |  |
|  | Bỉ                         | 1      | Bồ Đào Nha (s.h.p.)                   | 4 |        |        |  |  |  |  |  |  |  |  |
|  |                            |        | Bồ Đào Nha (s.h.p.)                   | 4 |        |        |  |  |  |  |  |  |  |  |
|  |                            |        | Iceland                               | 1 |        |        |  |  |  |  |  |  |  |  |
|  |                            |        | Iceland                               | 1 |        |        |  |  |  |  |  |  |  |  |
|  |                            |        |                                       |   |        |        |  |  |  |  |  |  |  |  |
|  |                            |        |                                       |   |        |        |  |  |  |  |  |  |  |  |
|  |                            |        |                                       |   |        |        |  |  |  |  |  |  |  |  |
|  | 6 tháng 10, 2022 – Glasgow |        |                                       |   |        |        |  |  |  |  |  |  |  |  |
|  |                            |        |                                       |   |        |        |  |  |  |  |  |  |  |  |
|  | Scotland (s.h.p.)          | 1      |                                       |   |        |        |  |  |  |  |  |  |  |  |
|  | Scotland (s.h.p.)          | 1      | 11 tháng 10, 2022 – Glasgow           |   |        |        |  |  |  |  |  |  |  |  |
|  | Áo                         | 0      |                                       |   |        |        |  |  |  |  |  |  |  |  |
|  | Áo                         | 0      | Scotland                              | 0 |        |        |  |  |  |  |  |  |  |  |
|  |                            |        | Scotland                              | 0 |        |        |  |  |  |  |  |  |  |  |
|  |                            |        | Cộng hòa Ireland                      | 1 |        |        |  |  |  |  |  |  |  |  |
|  |                            |        | Cộng hòa Ireland                      | 1 |        |        |  |  |  |  |  |  |  |  |
|  |                            |        |                                       |   |        |        |  |  |  |  |  |  |  |  |
|  |                            |        |                                       |   |        |        |  |  |  |  |  |  |  |  |
|  |                            |        |                                       |   |        |        |  |  |  |  |  |  |  |  |
|  |                            |        |                                       |   |        |        |  |  |  |  |  |  |  |  |
|  |                            |        |                                       |   |        |        |  |  |  |  |  |  |  |  |
|  |                            |        |                                       |   |        |        |  |  |  |  |  |  |  |  |
|  | 11 tháng 10, 2022 – Zürich |        |                                       |   |        |        |  |  |  |  |  |  |  |  |
|  |                            |        |                                       |   |        |        |  |  |  |  |  |  |  |  |
|  | Thụy Sĩ (s.h.p.)           | 2      |                                       |   |        |        |  |  |  |  |  |  |  |  |
|  | Thụy Sĩ (s.h.p.)           | 2      | 6 tháng 10, 2022 – Cardiff            |   |        |        |  |  |  |  |  |  |  |  |
|  |                            |        | Wales                                 | 1 |        |        |  |  |  |  |  |  |  |  |
|  | Wales (s.h.p.)             | 1      | Wales                                 | 1 |        |        |  |  |  |  |  |  |  |  |
|  | Wales (s.h.p.)             | 1      |                                       |   |        |        |  |  |  |  |  |  |  |  |
|  | Bosna và Hercegovina       | 0      |                                       |   |        |        |  |  |  |  |  |  |  |  |
|  | Bosna và Hercegovina       | 0      |                                       |   |        |        |  |  |  |  |  |  |  |  |
|  |                            |        |                                       |   |        |        |  |  |  |  |  |  |  |  |
|  |                            |        |                                       |   |        |        |  |  |  |  |  |  |  |  |
|  |                            |        |                                       |   |        |        |  |  |  |  |  |  |  |  |
|  |                            |        |                                       |   |        |        |  |  |  |  |  |  |  |  |
|  |                            |        |                                       |   |        |        |  |  |  |  |  |  |  |  |
|  |                            |        |                                       |   |        |        |  |  |  |  |  |  |  |  |
|  |                            |        |                                       |   |        |        |  |  |  |  |  |  |  |  |
|  |                            |        |                                       |   |        |        |  |  |  |  |  |  |  |  |
|  |                            |        |                                       |   |        |        |  |  |  |  |  |  |  |  |
|  |                            |        |                                       |   |        |        |  |  |  |  |  |  |  |  |
|  |                            |        |                                       |   |        |        |  |  |  |  |  |  |  |  |
|  |                            |        |                                       |   |        |        |  |  |  |  |  |  |  |  |

## Vòng 1

### Tóm lược
Các trận đấu đầu tiên sẽ diễn ra vào ngày 6 tháng 10, 2022.
| Đội 1      | Tỉ số        | Đội 2                |
| ---------- | ------------ | -------------------- |
| Scotland   | 1–0 (s.h.p.) | Áo                   |
| Wales      | 1–0 (s.h.p.) | Bosna và Hercegovina |
| Bồ Đào Nha | 2–1          | Bỉ                   |

### Trận đấu
| Scotland       | 1–0 (s.h.p.)                    | Áo |
| -------------- | ------------------------------- | -- |
| - Harrison 92' | Chi tiết (FIFA) Chi tiết (UEFA) |    |

| Wales             | 1–0 (s.h.p.)                    | Bosna và Hercegovina |
| ----------------- | ------------------------------- | -------------------- |
| - Fishlock 105+2' | Chi tiết (FIFA) Chi tiết (UEFA) |                      |

| Bồ Đào Nha                     | 2–1                             | Bỉ                     |
| ------------------------------ | ------------------------------- | ---------------------- |
| - Di. Silva 29' - C. Costa 89' | Chi tiết (FIFA) Chi tiết (UEFA) | - Wullaert 40' (ph.đ.) |

## Vòng 2

### Tóm lược
Các trận đấu đầu tiên sẽ diễn ra vào ngày 11 tháng 10, 2022.
| Đội 1      | Tỉ số        | Đội 2            |
| ---------- | ------------ | ---------------- |
| Bồ Đào Nha | 4–1 (s.h.p.) | Iceland          |
| Scotland   | 0–1          | Cộng hòa Ireland |
| Thụy Sĩ    | 2–1 (s.h.p.) | Wales            |

### Trận đấu
| Bồ Đào Nha                                                               | 4–1 (s.h.p.)                    | Iceland            |
| ------------------------------------------------------------------------ | ------------------------------- | ------------------ |
| - C. Costa 55' (ph.đ.) - Di. Silva 92' - T. Pinto 108' - Nazareth 120+1' | Chi tiết (FIFA) Chi tiết (UEFA) | - Viggósdóttir 59' |

| Scotland | 0–1                             | Cộng hòa Ireland |
| -------- | ------------------------------- | ---------------- |
|          | Chi tiết (FIFA) Chi tiết (UEFA) | - Barrett 72'    |

| Thụy Sĩ                      | 2–1                             | Wales         |
| ---------------------------- | ------------------------------- | ------------- |
| - Bachmann 45' - Humm 120+1' | Chi tiết (FIFA) Chi tiết (UEFA) | - Roberts 19' |

## Xếp hạng các đội thắng play-off
Để xếp hạng ba đội thắng trận play-off, kết quả của họ trong các bảng tương ứng và vòng play-off 2 được cộng lại. Vì một số bảng có 6 đội và những bảng còn lại có 5 đội, kết quả đối đầu với các đội đứng thứ sáu (đối với các bảng sáu đội) đều không được tính. Ngoài ra, không phải đội nào cũng bắt đầu từ vòng play-off 1, nên kết quả vòng play-off 1 cũng không được tính. Do đó, 9 trận đấu của mỗi đội (8 trận ở vòng bảng và 1 trận ở vòng play-off 2) được tính để phân định thứ hạng. Hai đội chiến thắng có vị trí cao nhất sẽ đủ điều kiện tham dự giải vô địch bóng đá nữ thế giới và đội thắng có vị trí thấp nhất sẽ tham dự vòng play-off liên liên đoàn.
| VT | Đội              | ST | T | H | B | BT | BB | HS  | Đ  | Giành quyền tham dự                   |
| -- | ---------------- | -- | - | - | - | -- | -- | --- | -- | ------------------------------------- |
| 1  | Thụy Sĩ          | 9  | 7 | 1 | 1 | 25 | 5  | +20 | 22 | Giải vô địch bóng đá nữ thế giới 2023 |
| 2  | Cộng hòa Ireland | 9  | 6 | 2 | 1 | 27 | 4  | +23 | 20 | Giải vô địch bóng đá nữ thế giới 2023 |
| 3  | Bồ Đào Nha       | 9  | 6 | 1 | 2 | 22 | 10 | +12 | 19 | Play-off liên lục địa                 |

## Cầu thủ ghi bàn
Đã có 14 bàn thắng ghi được trong 6 trận đấu, trung bình 2.33 bàn thắng mỗi trận đấu.
2 bàn thắng
- Diana Silva

1 bàn thắng
- Tessa Wullaert
- Glódís Perla Viggósdóttir
- Abi Harrison
- Carole Costa
- Fátima Pinto
- Kika Nazareth
- Tatiana Pinto
- Amber Barrett
- Ramona Bachmann
- Fabienne Humm
- Jess Fishlock
- Rhiannon Roberts

Nguồn: UEFA.com